# Jean Sorel
Jean Sorel, nome d'arte di Jean Bernard Antoine de Chieusses de Combaud-Roquebrune (Marsiglia, 25 settembre 1934), è un attore francese.

## Biografia

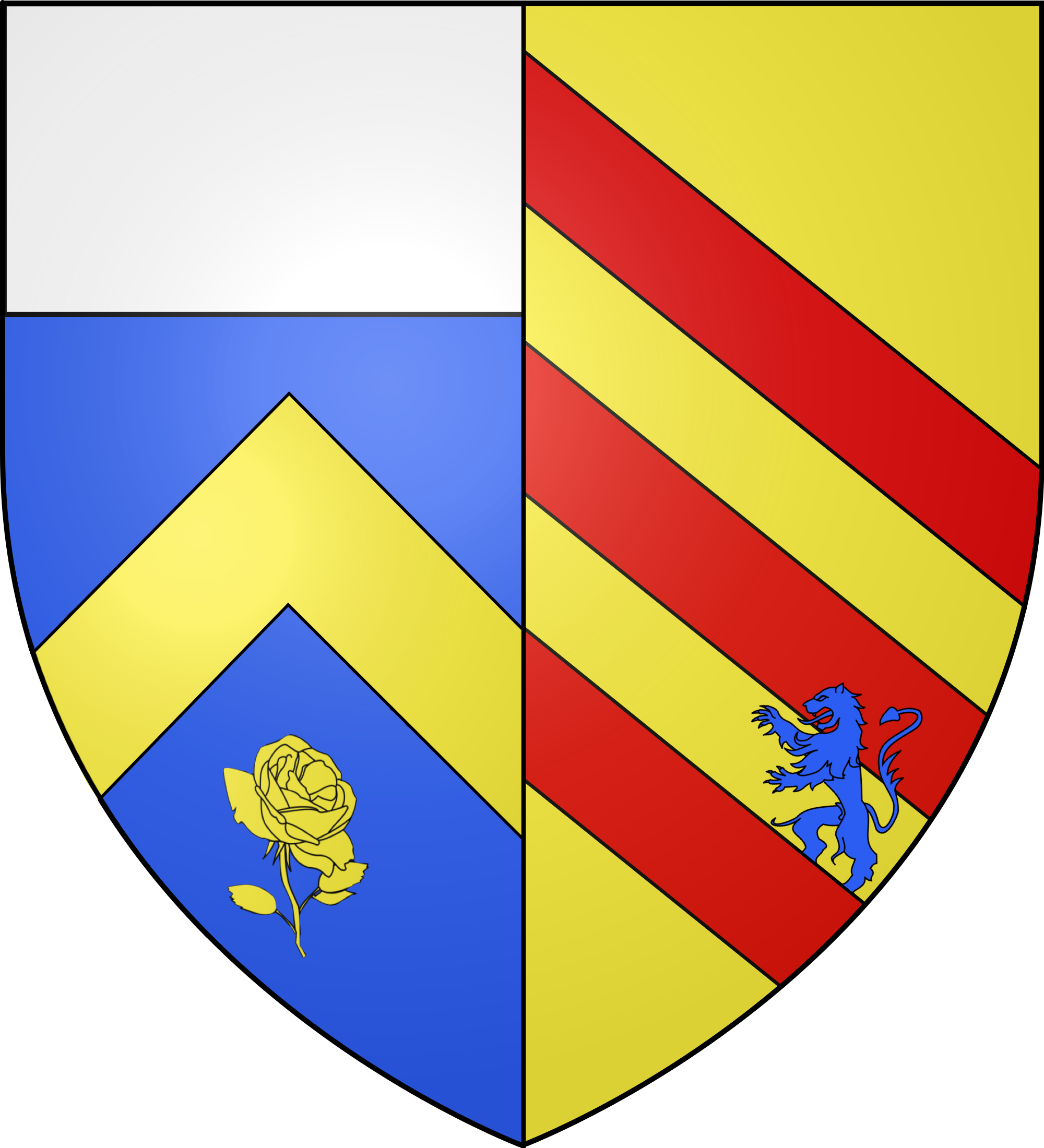
Stemma della famiglia de Chieusses de Combaud-Roquebrune

Nasce da una nobile e antica famiglia francese, de Chieusses de Combaud-Roquebrune, figlio del marchese Guillaume "Guy" de Combaud-Roquebrune (1904-1944) e di Ghislaine Marie Antoinette Geneviève Bernardine Fidèle de Menthon (1904-1993). 
Il padre, fondatore della rivista Liberté, morì combattendo contro i tedeschi come paracadutista dell'esercito gollista, lo zio materno François de Menthon fu ministro della giustizia e procuratore al processo di Norimberga. Nel 1944 Jean lascia ancora bambino Marsiglia, poco prima dell'occupazione tedesca. Inizia gli studi per intraprendere la carriera diplomatica all'École Normale Supérieure, ma li abbandona per approdare alla recitazione, in aperto contrasto con la madre. L'amore per il palcoscenico nasce per caso, e da allora non lo lascia più: è chiamato a sostituire in teatro un amico attore infortunatosi. Dal 1956 al 1957 combatte nella guerra d'Algeria.
Il suo esordio sugli schermi è nel 1959, con un ruolo secondario in Il colore della pelle (J'irai cracher sur vos tombes), uno dei pochi film diretti da Michel Gast; l'anno successivo recita in Les Lionceaux di Jacques Bourdon, pellicola che gli conferisce rapida notorietà. La sua è una carriera brillante: è diretto da registi prestigiosi, quali Luis Buñuel e Sidney Lumet; ma è soprattutto l'Italia che lo consacra come uno degli attori più noti a livello internazionale. Nella penisola lavora con importanti registi quali Alberto Lattuada, Dino Risi, Franco Brusati, Nanni Loy, Damiano Damiani, Mauro Bolognini e Carlo Lizzani.
Sul set di Vaghe stelle dell'Orsa... viene chiamato da Luchino Visconti in un secondo momento, solo dopo la rinuncia di Alain Delon per motivi economici. L'intento del produttore del film, Franco Cristaldi, era quello di ricreare, per motivi commerciali, la coppia del film Il Gattopardo: Alain Delon e Claudia Cardinale. Fu così che il regista dovette accontentarsi di un sostituto. In seguito sarà scartato per numerosi film, tra cui Diabolik, di Mario Bava.
Nel 1967 è uno dei coprotagonisti del film Bella di giorno di Luis Buñuel. Jean Sorel, oltre alle partecipazioni nel cinema più impegnato, non si fa mancare incursioni nel cinema di genere, dal poliziottesco (La polizia sta a guardare) al cinema dell'orrore (La corta notte delle bambole di vetro), al thriller (Il dolce corpo di Deborah, Una sull'altra, Paranoia, Una lucertola con la pelle di donna), fino a commedie leggere (Made in Italy, L'ombrellone, L'amica, Bonnie e Clyde all'italiana). Fu difeso da Giovanni Leone, futuro Presidente della repubblica Italiana e all'epoca famoso avvocato penalista, in una causa per oscenità legata a una presunta scena di nudo di Gina Lollobrigida, in realtà vestita con una calzamaglia, nell'episodio Monsignor Cupido del film Le bambole, diretto da Bolognini.
Interpretò due volte un personaggio realmente esistito che muore fucilato: un marinaio livornese, fucilato dai tedeschi, nel film Le quattro giornate di Napoli (in quell'occasione la moglie, Anna Maria Ferrero, svenne sul set per l'impressione suscitata dalla scena), e Jean Bastien-Thiry — giustiziato nel 1963 perché a capo del commando dei terroristi francesi dell'OAS che tentarono di uccidere De Gaulle a Petit Clamart nel 1962 —, nel film Il giorno dello sciacallo (1973).
Nel corso del nuovo millennio si dedica al teatro in Italia (Il candido di Leonardo Sciascia per la regia di Walter Manfré; L'individuo, la libertà e il perdono. Hegel legge Dostoevskij di Roberto Mordacci). In tempi più recenti si dedica maggiormente alle produzioni televisive, come Mamma per caso e Una buona stagione.

## Vita privata
Viveva a Parigi con la moglie, l'attrice italiana Anna Maria Ferrero, conosciuta a Roma a una festa nella casa dell'attore Pierre Brice e sposata nel 1961, di cui è rimasto vedovo il 21 maggio 2018. Nello stesso anno si è sposato con Patricia Balme.

## Filmografia

### Cinema

Jean Sorel in Vaghe stelle dell'Orsa... (1965)

- Il colore della pelle (J'irai cracher sur vos tombes), regia di Michel Gast (1959)
- Dolci inganni, regia di Alberto Lattuada (1960)
- La giornata balorda, regia di Mauro Bolognini (1960)
- Les Lionceaux, regia di Jacques Bourdon (1960)
- I celebri amori di Enrico IV (Vive Henri IV... vive l'amour!), regia di Claude Autant-Lara (1961)
- Amélie ou le temps d'aimer, regia di Michel Drach (1961)
- L'oro di Roma, regia di Carlo Lizzani (1961)
- Uno sguardo dal ponte (Vu du pont), regia di Sidney Lumet (1962)
- Il disordine, regia di Franco Brusati (1962)
- Giulia tu sei meravigliosa (Julia, Du bist zauberhaft), regia di Alfred Weidenmann (1962)
- Le quattro giornate di Napoli, regia di Nanni Loy (1962)
- Un marito in condominio, regia di Angelo Dorigo (1963)
- Ipnosi (Hipnosis), regia di Eugenio Martín (1963)
- La furia degli uomini (Germinal), regia di Yves Allégret (1963)
- Pelle d'oca (Chair de poule), regia di Julien Duvivier (1963)
- Amori pericolosi, regia di Alfredo Giannetti, Carlo Lizzani e Giulio Questi (1964)
- Il piacere e l'amore (La ronde), regia di Roger Vadim (1964)
- La calda pelle (De l'amour), regia di Jean Aurel (1964)
- La donna, episodio di Made in Italy, regia di Nanni Loy (1965)
- Monsignor Cupido, episodio di Le bambole, regia di Mauro Bolognini (1965)
- L'ombrellone, regia di Dino Risi (1965)
- Vaghe stelle dell'Orsa..., regia di Luchino Visconti (1965)
- Fata Elena, episodio di Le fate, regia di Mauro Bolognini (1966)
- L'uomo che ride, regia di Sergio Corbucci (1966)
- Bella di giorno (Belle de jour), regia di Luis Buñuel (1967)
- Fai in fretta ad uccidermi... ho freddo!, regia di Francesco Maselli (1967)
- I protagonisti, regia di Marcello Fondato (1968)
- Il dolce corpo di Deborah, regia di Romolo Guerrieri (1968)
- Fino a farti male (Adélaïde), regia di Jean-Daniel Simon (1968)
- L'età del malessere, regia di Giuliano Biagetti (1968)
- L'amica, regia di Alberto Lattuada (1969)
- L'amante perduta (Model Shop), regia di Jacques Demy (1969)
- Una sull'altra, regia di Lucio Fulci (1969)
- Una ragazza piuttosto complicata, regia di Damiano Damiani (1969)
- Uccidete il vitello grasso e arrostitelo, regia di Salvatore Samperi (1970)
- Paranoia, regia di Umberto Lenzi (1970)
- Due ragazzi da marciapiede (No desearás al vecino del quinto), regia di Ramón Fernández (1970)
- La volpe dalla coda di velluto (El Ojo del huracán), regia di José María Forqué (1971)
- La controfigura, regia di Romolo Guerrieri (1971)
- Una lucertola con la pelle di donna, regia di Lucio Fulci (1971)
- La corta notte delle bambole di vetro, regia di Aldo Lado (1972)
- Una mangusta per 3 camaleonti (Mil millones para una rubia), regia di Pedro Lazaga (1972)
- Il giorno dello sciacallo (The Day of the Jackal), regia di Fred Zinnemann (1973)
- Trader Horn - Il cacciatore bianco (Trader Horn), regia di Reza Badiyi (1973)
- I vizi morbosi di una giovane infermiera (Una gota de sangre para morir amando), regia di Eloy de la Iglesia (1973)
- La polizia sta a guardare, regia di Roberto Infascelli (1973)
- La profanazione, regia di Tiziano Longo (1974)
- Il buio intorno a Monica (La Muerte ronda a Mónica), regia di Ramón Fernández (1976)
- Les Enfants du placard, regia di Benoît Jacquot (1977)
- L'Affaire Suisse, regia di Max Peter Ammann (1978)
- Der Mann im Schilf, regia di Manfred Purzer (1978)
- Les Sœurs Brontë, regia di André Téchiné (1979)
- Storia di donne (Les Ailes de la colombe), regia di Benoît Jacquot (1981)
- Aimée, regia di Joël Farges (1981)
- Une mère russe, regia di Michel Mitrani (1981) - Un episodio
- Aspern, regia di Eduardo de Gregorio (1982)
- Bonnie e Clyde all'italiana, regia di Steno (1983)
- Elisabeth, regia di Pierre-Jean de San Bartolomé – cortometraggio (1985)
- Una donna per tutti (Rosa la rose, fille publique), regia di Paul Vecchiali (1985)
- Il burbero, regia di Castellano e Pipolo (1986)
- Casablanca Express, regia di Sergio Martino (1989)
- Un piede in paradiso, regia di Enzo Barboni (1991)
- Miliardi, regia di Carlo Vanzina (1991)
- Fils unique, regia di Philippe Landoulsi – cortometraggio (1995)
- L'ultimo Pulcinella, regia di Maurizio Scaparro (2008)

### Televisione
- Une vieille maîtresse, regia di Jacques Trébuta – film TV (1975)
- La Naissance du jour, regia di Jacques Demy – film TV (1980)
- Quatre femmes, quatre vies: La belle alliance, regia di Renaud de Dancourt – film TV (1981)
- Le Cercle fermé, regia di Philippe Ducrest – film TV (1982)
- La Démobilisation générale, regia di Hervé Bromberger – film TV (1982)
- La marquise des Anges, episodio di Par ordre du Roy, regia di Michel Mitrani – film TV (1983)
- L'Herbe rouge, regia di Pierre Kast – film TV (1985)
- Affari di famiglia, regia di Marcello Fondato – miniserie TV (1986)
- Le clan, regia di Claude Barma – miniserie TV (1988)
- Le Crépuscule des loups, regia di Jean Chapot – film TV (1988)
- Come una mamma, regia di Vittorio Sindoni – film TV (1990)
- Prigioniera di una vendetta, regia di Vittorio Sindoni e Jeannot Szwarc – miniserie TV (1993)
- Il prezzo della vita, regia di Stefano Reali – film TV (1993)
- La scalata, regia di Vittorio Sindoni – miniserie TV, 5 episodi (1993)
- Les yeux d'Hélène, regia di Jean Sagols – serie TV, 8 episodi (1994)
- Butterfly, regia di Tonino Cervi – miniserie TV (1995)
- Dove comincia il sole, regia di Rodolfo Roberti – serie TV (1997)
- Mamma per caso, regia di Sergio Martino – miniserie TV (1997)
- Deserto di fuoco, regia di Enzo G. Castellari – miniserie TV (1997)
- À nous deux la vie, regia di Alain Nahum – film TV (1998)
- Tout va bien c'est Noël!, regia di Laurent Dussaux – film TV (2001)
- I colori della vita, regia di Stefano Reali – film TV (2005)
- Una buona stagione – serie TV, 6 episodi (2014)

## Teatro
- Alice par d'obscurs chemins, regia di Roger Planchon (1984)
- Candido ovvero..., di Leonardo Sciascia, regia di Walter Manfrè (2001)
- L'individuo, la libertà e il perdono. Hegel legge Dostoevskij. Pagine dell'anima europea. Prove di letture, regia di Roberto Mordacci (2006)

## Doppiatori italiani
- Massimo Turci in La giornata balorda, Uno sguardo dal ponte, Le bambole, Vaghe stelle dell'Orsa..., Le fate, L'uomo che ride (per il ruolo di Astorre Manfredi)
- Pino Locchi in L'uomo che ride (per il ruolo di Angelo), Il dolce corpo di Deborah, La polizia sta a guardare, Miliardi
- Pino Colizzi in La volpe dalla coda di velluto, Una lucertola con la pelle di donna, Un piede in paradiso
- Gino La Monica in Come una mamma, Mamma per caso, Una buona stagione
- Cesare Barbetti in L'oro di Roma, Paranoia
- Luciano Melani in Bella di giorno, La controfigura
- Renato Izzo in I protagonisti, Il giorno dello sciacallo
- Michele Kalamera in Una ragazza piuttosto complicata, L'amica
- Sergio Tedesco in La calda pelle
- Stefano Satta Flores in Made in Italy
- Renzo Palmer in L'ombrellone
- Giorgio Piazza in Una sull'altra
- Giacomo Piperno in Uccidete il vitello grasso e arrostitelo
- Giancarlo Maestri in La corta notte delle bambole di vetro
- Giancarlo Prete in Bonnie e Clyde all'italiana
- Emilio Cappuccio in Il burbero
- Giuliano Giacomelli in Casablanca Express
- Franco Zucca in Deserto di fuoco